# Lozeneț, Burgas
Lozeneț (în bulgară Лозенец) este un sat în comuna Țarevo, regiunea Burgas,  Bulgaria. 

## Demografie
Componența etnică a satului Lozeneț
     Bulgari (95,17%)
     Nicio identificare (4,28%)
     Altele (0,53%)
La recensământul din 2011, populația satului Lozeneț era de 560 locuitori. Din punct de vedere etnic, majoritatea locuitorilor (95,17%) erau bulgari. Pentru 4,28% din locuitori nu este cunoscută apartenența etnică.